# 神谷利徳
神谷 利徳（かみや としのり、1961年1月4日 - ）は、日本のインテリアデザイナー。愛知県西尾市出身。名古屋造形大学客員教授。

## 略歴
名城大学附属高等学校、名城大学農学部を卒業後、独学で設計技術を学び、1987年に神谷デザイン事務所を設立。
店舗、住宅、商業施設など1000件以上を手がける、名古屋大学、名古屋工業大学大学院での講師のほか、2002年4月にはフードビジネスや店舗デザイン等のためのスクール「So‐Co（ソーコ）」を設立。主要作品に「名古屋・驛麺通り 」（愛知）「養老サービスエリア（下り線）」（岐阜）「BALILax」（東京）「琉球村」（沖縄）など。

## 主な受賞歴
- 1992年 「嚆矢 母家」ナショップ賞受賞
- 1992年 「純度99.99」日本商環境デザイン賞入選
- 1995年 「壁の壁 名駅店」日本ディスプレイ賞入選
- 1996年 「シェ リョウ」松下ライティングコンテスト奨励賞受賞
- 1996年 「奥志摩 栄店」日本商環境デザイン賞入選
- 1997年 「A.I.R. AGE」松下ライティングコンテスト奨励賞受賞
- 1997年 「萬料理 まなじ屋」日本商環境デザイン賞入選
- 1998年 「にごり屋 竹侍郞」松下ライティングコンテスト奨励賞受賞
- 1999年 「江戸焜炉 魚」デザイン名古屋ショーウィンドーコンペ愛知名古屋ディスプレイ協同組合理事長賞受賞
- 2000年 「伸」2000日本商環境設計家協会デザイン賞レストラン部門入選
- 2001年 「日常茶飯店 ちゃうちゃう伏見」JCDデザイン賞2001入選
- 2001年 「一風堂 西通り店」、「五行」、「炭と皿 りらく食堂」JCDデザイン賞2001入選
- 2002年 第1回CCDOデザイン・アオード2001受賞（個人で受賞）
- 2002年 「GINZAあしべ」、「食彩和食 まんまや」JCDデザイン賞2002入選